# Шай Цукер
Шай Цукер (івр. שי צוקר; нар. 1963) — професор планетології та керівник факультету навколишнього середовища та наук про Землю Тель-Авівського університету.

## Біографія
Народився в Тель-Авіві в 1963 році. Здобув ступінь бакалавра математики та фізики в Тель-Авівському університеті, де також продовжив навчання на ступінь магістра та доктора філософії у галузі астрофізики під керівництвом професора Цві Мазе. У цей період він опублікував алгоритми TODCOR і BLS, які стали стандартними інструментами для дослідження подвійних зір і пошуку позасонячних планет за затемненнями відповідно. Він також був членом групи, яка відкрила в 2001 році екзопланету HD 209458b, яка стала першою відомою екзопланетою, яка затьмарювала свою батьківську зорю.
Він працював постдоком в Женевському університеті в лабораторії майбутніх нобелівських лауреатів Мішеля Майора та Дідьє Кело, а пізніше в Інституті Вейцмана, де він працював з Талем Александером і співпрацював з німецькою науковою групою Рейнгарда Ґенцеля, іншого майбутнього нобелівського лауреата. Цукер зі співавторами передбачили, що теорія відносності може бути перевірена у спостереженнях за орбітами зір навколо чорної діри Стрілець A* в центрі Чумацького Шляху, і таке спостереження справді було отримане під час наступного проходу зорі S2 через перицентр.
У 2005 році Шай Цукер був призначений старшим викладачем кафедри геофізики та планетарних наук в Тель-Авівському університеті, а в 2014 році — повним професором кафедри. Він опублікував понад сотню наукових публікацій, присвячених різноманітним астрономічним явищам, особливо подвійним зорям і позасонячним планетам. Більшість його досліджень використовує статистичні методи та передові методи обробки даних в астрономії («астростатистику»).
Цукер є членом консорціуму, який відповідає за обробку даних космічного телескопа Gaia. У цьому консорціумі він, зокрема, досліджує можливість відкриття екзопланет за астрометричними даними. У 2021 році було оголошено про відкриття командою Шая Цукера першої екзопланети за даними Gaia. У червні 2022 року команда детально охарактеризувала перші дві екзопланети Gaia, які згодом отримали офіційні назви — Gaia-1b і Gaia-2b. Крім того, було оголошено, що команда Цукера разом із Цві Мазе очолює трансатлантичне співробітництво між космічним телескопом Gaia Європейського космічного агентства та космічним телескопом TESS НАСА. Ця співпраця має сприяти подальшим відкриттям екзопланет.
Шай Цукер живе в Гіватаїмі, одружений з докторкою Міхаль Цукер і має двох дітей.